# Vojtěška Vlčková
Vojtěška Vlčková (29. května 1948, Opočno – 4. listopadu 2023, Rychnov nad Kněžnou) byla česká sochařka a šperkařka. 

## Život a tvorba
Vystudovala Střední uměleckoprůmyslovou školu v Turnově, obor zlatnictví a stříbrnictví. V roce 1967 nastoupila do zlatnického družstva Soluna v Praze, kde pracovala až do roku 1995. V 90. letech začala podnikat se svým bratrem Janem Vlčkem. Zabývala se výrobou šperků, těžištěm její volné tvorby byla plastika. Ve své dílně v Křovicích vyráběla originální šperky z bronzu s příměsí mosazi a doplňovala je polodrahokamy (například obsidiány, jaspisem, opálem, tygří rudou, ale i perletí). V solitérních plastikách z bronzu a kamene, jejichž výška zpravidla nepřesahuje 20 cm, realizovala pomocí techniky modelování a lití na ztracený vosk převážně figurální motivy. Vystavovala od r. 1972.
V roce 2010 vydalo nakladatelství EfEf, s.r.o. knihu Biblické krajiny (sochy Vojtěška Vlčková, fotografie Martin Tůma).

## Výstavy[1][6][7]
1977    -    Praha, ÚMCH na Petřinách (s Věrou Jandourkovou)
1977    -    Semily, muzeum (s Věrou Jandourkovou)
1981    -    Praha, ÚMCH na Petřinách (s Jindřichem Špicnerem)
1984    -    Praha, Klub v Řeznické (s Jindřichem Špicnerem)
1985    -    Praha, ÚMCH na Petřinách (s Jindřichem Špicnerem)
1986    -    Brno, Klub na Křenové (s Janem Jemelkou)
1988    -    Staré Hrady, zámek
1988    -    Uherský Brod, Panský dům (s Jindřichem Špicnerem)
1989    -    Mladá Boleslav, SPŠ (s Jindřichem Špicnerem)
1990    -    Praha, Malá galerie Melantrich
1990    -    Turnov, muzeum (s J. Drahoňovským)
1991    -    Praha, Delta klub
1993    -    Slaný, muzeum (s Jindřichem Špicnerem)
1993    -    Uherské Hradiště, Galerie Exclusive
2002    -    Kostelec nad Orlicí, Městská knihovna
2004    -    Kostelec nad Orlicí, Městská knihovna, Kříže a křížení (s Jindřichem Špicnerem)
2008    -    Křovice, Biblické krajiny
2009    -    Nové Město nad Metují, Biblické krajiny
2011    -    Kostelec nad Černými lesy, Biblické krajiny
2011    -    Dobruška (s Josefem Benediktem)
2012    -    Nové Město nad Metují, Galerie Zázvorka, Biblické krajiny
2013    -    Kostelec nad Orlicí, Biblické krajiny
2013    -    Osek, Biblické krajiny
2013    -    Zlín, Andělové a andělé (s P. Skoupilovou)

## Účast na skupinových výstavách
1972    -    Kutná Hora, Tylův památník - Šperk foto
1973    -    Bukurešť a Budapešť - Současný československý šperk
1976    -    Praha, Přátelské setkání na Bertramce
1979    -    Praha, Frágnerova galerie - 95 let SUPŠ Turnov
1979    -    Praha, Přátelské setkání na Bertramce
1980    -    Meziboří u Mostu
1980    -    Praha, Salón mladých výtvarníků
1982    -    Dobruška, Výstava rodáků
1985    -    Praha, Přátelské setkání na Bertramce
1986    -    Praha, Maltézská zahrada - Babí léto
1988    -    Praha, Ústav vzdělávání pracovníků ve stavebnictví
1989    -    Nové Město nad Metují, zámecká zahrada
1989    -    Teplice, Malá zámecká galerie - Šperk a miniatura
1989    -    Jánské Lázně, Lázeňský dům - Šperk a miniatura
1989    -    Trenčín, Galerie Bazovského – Bienále současné československé     
                 komorní plastiky
1990    -     Praha, Mánes - Bienále současné československé komorní plastiky
1990    -     Kadaň, I.PELMEL
1990    -     Paříž, Artistes à la Bastille
1994    -     Týnec nad Sázavou, Galerie U rotundy  
2011    -     Valašský ateliér U Hofmanů na Soláni